# Cäsar- und Knöffelsches Haus

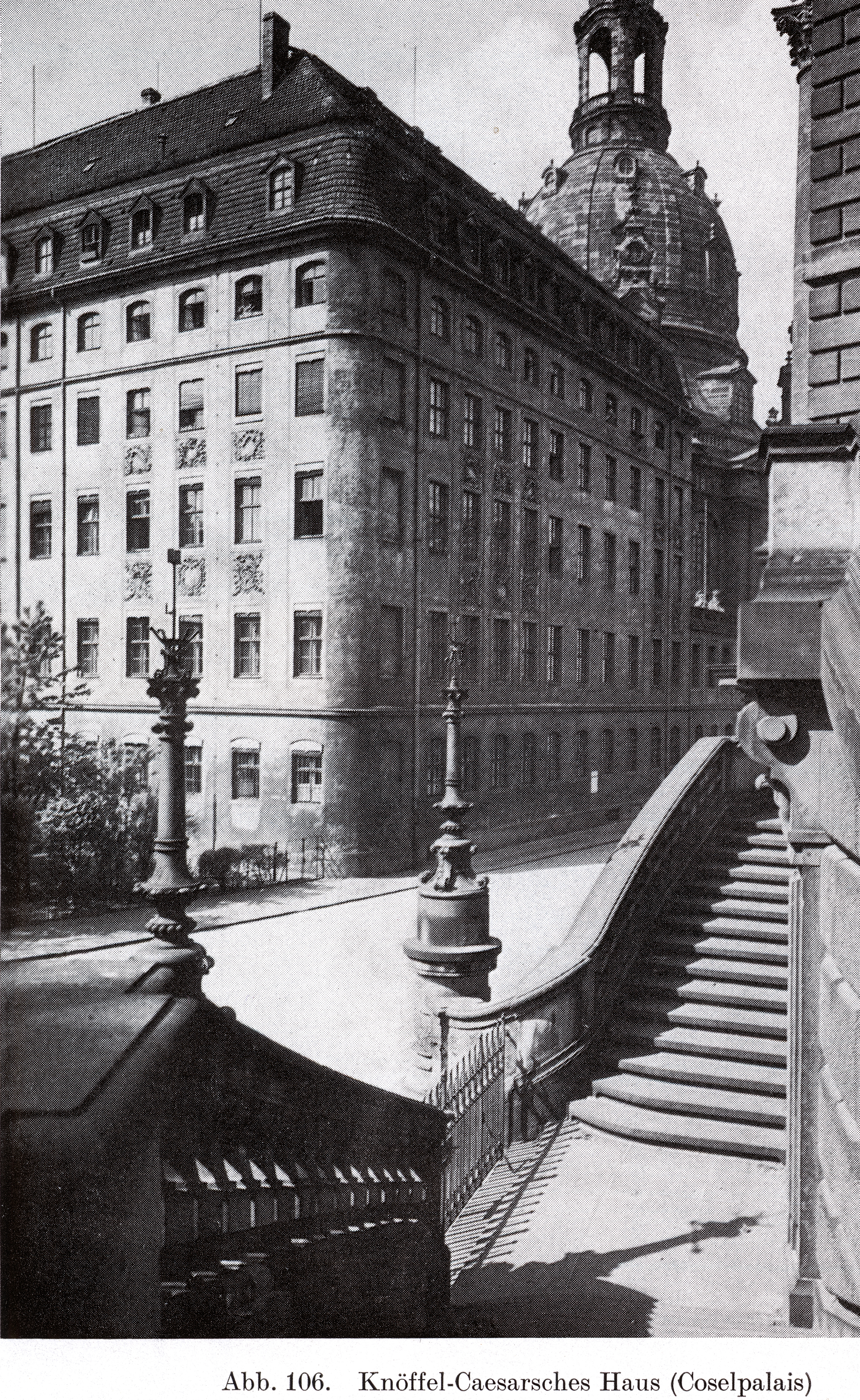
Nordostecke des Coselpalais mit Resten des Cäsarschen Hauses

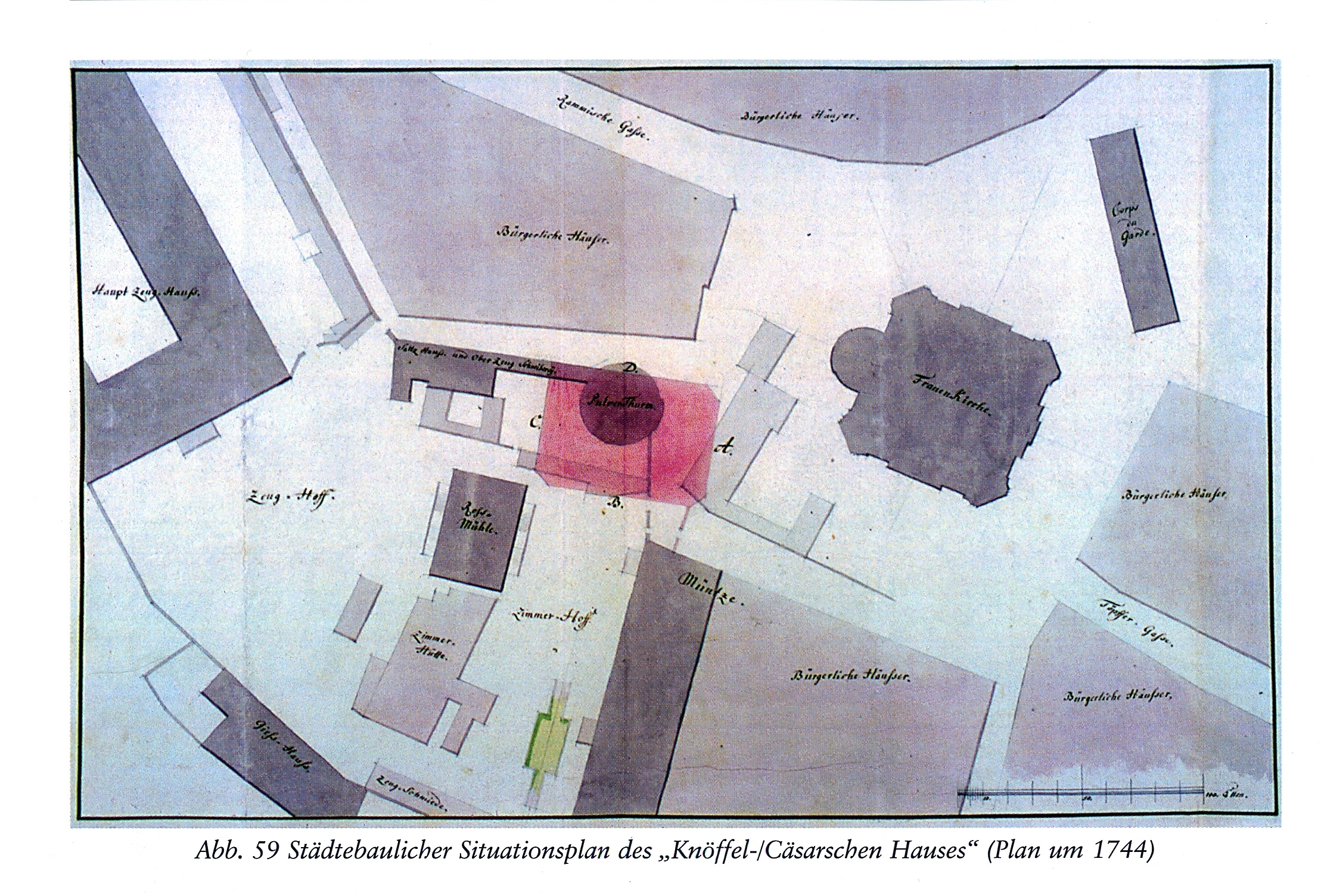
Lage des Cäsar- und Knöffelschen Hauses

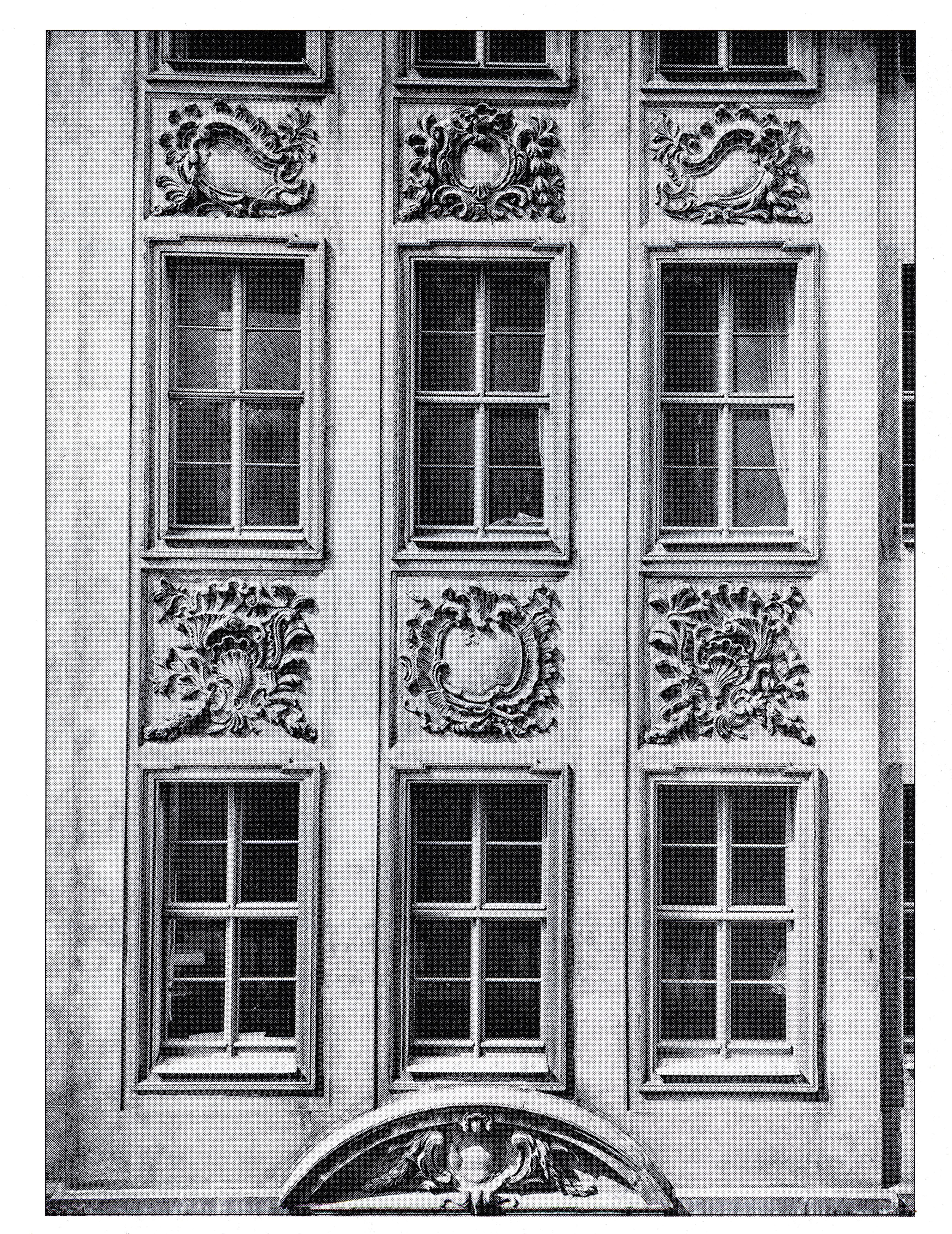
Fassade

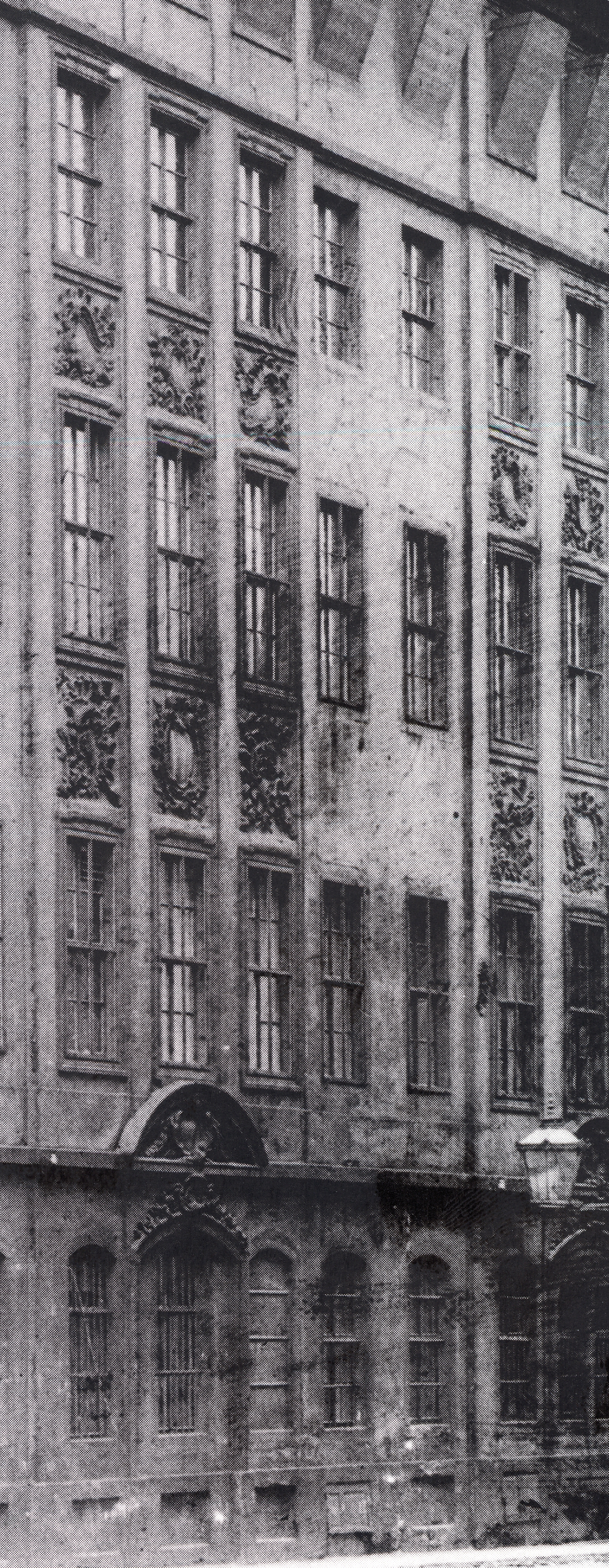
Fassade

Das Cäsar- und Knöffelsche Haus waren zwei 1746 durch Johann Christoph Knöffel errichtete palaisartige Wohngebäude an der Salzgasse in Dresden. Die Häuser standen an der Stelle des 1764 erbauten Coselpalais und wurden beim preußischen Bombardement Dresdens am 19. Juli 1760 größtenteils zerstört.

## Beschreibung
Beide Häuser hatten ihre Hauptfassaden zur Salzgasse. Es handelte sich um ein drei- und ein vierflügeliges Mietshaus mit jeweils einer fünfgeschossigen und siebenachsigen Hauptfassade nach der Salzgasse zu. Die Fassade zumindest des Cäsarschen Hauses zeigte einen dreiachsigen Mittelrisaliten, der besonders dekorativ war. Das Knöffelsche Haus wird im selben Stil ausgeführt worden sein. Im Erdgeschoss befand sich ein Portal mit großem Segmentbogen mit Kartusche und seitlichen Blütenketten. Darüber erhob sich der dreiachsige Mittelrisalit, dessen Fenstergewände reich profiliert und mit Stufungen an der Oberkante versehen waren. Im ersten und zweiten Obergeschoss befanden sich zwischen den Fenstern mit Rocailleschmuckwerk verzierte quadratische Relieffelder. Das Schmuckwerk bestand aus Kartuschen und verschiedenen Muschelmotiven sowie Blütenketten und Palmwedeln. Im dritten Obergeschoss schlossen die Fenster ohne Dekoration ab. Auch die im vierten Obergeschoss befindlichen, über einem Gurtgesims anschließenden Stichbogenfenster war ohne Dekor.
Hentschel und May erklären, dass die Seitenfassade und Rückseite des Coselpalais noch die des ursprünglichen Baus gewesen seien, nur die Fassade zum Platz An der Frauenkirche habe eine völlig neue Gestaltung erfahren. Sie vertreten zudem die Ansicht, dass das Gebäude stilistisch dem Dresdner Hotel „Stadt Rom“ verwandt gewesen sein könnte. Diese Vermutung wird allerdings von Hertzig nicht geteilt, etwa wegen „der aufwendigen und zudem sehr eigenen Architektursprache“ des Dresdner Hotels „Stadt Rom“.

## Geschichte
Die seit dem 16. Jahrhundert an dieser Stelle befindliche Mühle, schon lange als Pulverturm dienend, wurde abgebrochen, nachdem Johann Christoph Knöffel das Grundstück als Geschenk erhalten hatte. Knöffel errichtete auf diesem Grundstück zwei fünfgeschossige Häuser, die in einem zeitgenössischen Text als „zwei grosse 5. Etagen hohe egale steinerne Gebäude nach der neuesten Architectur aufgeführet“ beschrieben werden.
Hasche schreibt, dass Knöffel „auf die bleibenden Grundmauern sein fünf Geschoß hohes massives Haus erbaute“. Der Neubau wurde bis spätestens März 1746 fertiggestellt.
Auch Stefan Hertzig und Henning Prinz sprechen von zwei größeren Wohnhäusern. Demnach ist das östliche Wohnhaus an den Sekretär und Oberzeugschreiber Johann Carl Caesar veräußert worden. Das westliche Wohnhaus verblieb in Knöffels Eigentum.
Wie in vielen Dresdner Bürgerhäusern befanden sich auch hier „Verkaufsgewölbe“ im Erdgeschoss der Häuser, also Ladengeschäfte. In Knöffels Haus wurde beispielsweise Meißner Porzellan verkauft.
Durch das Bombardement des Siebenjährigen Krieges wurden beide Teile des Gebäudekomplexes unterschiedlich stark in Mitleidenschaft gezogen. Während der westliche Knöffelsche Bau wohl völlig zerstört wurde, blieb vom Cäsarschen Haus zumindest die Fassade erhalten. So konnte das östliche der beiden Gebäude bis 1762 durch den Eigentümer wieder aufgebaut werden. Es wurde 1763 an Friedrich August von Cosel verkauft, der auch das Grundstück des Knöffelschen Hauses erworben hatte. Unter Einbeziehung der vorhandenen Überreste wurde bis November 1765 das Coselpalais geschaffen, wobei die Ausrichtung der Bauten um 90 Grad in Richtung der Frauenkirche gedreht wurde.
Auf Knöffels Haus ruhte laut May und Hentschel bei seinem Tod noch eine Hypothek von 20.000 Talern, die durch das große palaisartige Gebäude „mehr als gedeckt“ gewesen seien, denn als das Haus 1760 abbrannte, wurde sein Wert mit 40.000 Talern angegeben, was „bei seiner Größe durchhaus glaubhaft“ gewesen sei. Es handelte sich sogar um den „größte[n] überhaupt angemeldete[n] Betrag“.
Bewohner des Cäsarschen Hauses war unter anderem der sächsische Hofmaler Bernardo Bellotto (genannt Canaletto), der hier bis zum Jahre 1758 lebte. Bei der Zerstörung des Hauses im Jahre 1760 beliefen sich Bellottos Verluste auf 50.000 Reichstaler. So waren neben seinen Möbeln auch zahlreiche radierte Platten zerstört worden.